# 尚貞王
尚貞（琉球語：／  ?；1645年1月3日—1709年8月18日）是琉球國第二尚氏王朝第十一代國王，1669年至1709年在位。他是第十代國王尚質王之子。
童名思五郎金，名乘朝周。1650年（順治七年），被封為中城王子。1669年（康熙八年），尚質王逝世，尚貞繼位。尚貞王嗣位之後，重用攝政尚象賢（羽地王子朝秀），對政治、經濟、宗教等方面進行改革。尚象賢廢止了包括國王親至久高島祭禮在內的許多宗教活動，改革官制、服制、風俗習慣，對行政區劃進行重新劃分；又裁減了各典禮的費用，大量開採琉球的資源以發展經濟，使得琉球得以復興，但也為未來琉球資源枯竭埋下了伏筆。
1671年，尚貞王重修了首里城，並從大美御殿搬回首里城。翌年，下令在久米村創立至聖廟。這是琉球歷史上第一個孔廟，此後每年春秋都會進行祭祀，並成為慣例。
尚貞王在位時，與先王一樣，維持著對清朝的朝貢關係；而在另一方面，與據守臺灣的明鄭勢力關係惡劣。為了獲取硫磺，明鄭將領蕭啓派遣海盜船，於1670年在福州五虎門外劫掠了琉球貢船。這個事件的幕後主謀是鄭經。琉球王府將此事通過薩摩藩告知江戶幕府，江戶幕府向進入長崎的台灣商人收取了三百兩白銀，並將其給予了琉球。
1672年，尚貞王遣耳目官向美德（名嘉真親雲上朝眾）、正議大夫蔡彬（喜友名親雲上）前往清朝朝貢，途中在定海縣（今浙江舟山市定海區）再度遭遇蕭啓部下十三艘海賊船襲擊，奮力殺退海賊後滯留蘇州。翌年，因進貢使團聽說據守福建的靖南王耿精忠發動叛亂，便決定不再上京，迅速返回琉球報告此事。
三藩之亂期間，琉球不再向清朝朝貢。1676年，耿精忠派遣遊擊陳應昌來到琉球，要求購買硫磺。琉球遵照薩摩藩的指示，將硫磺送往福建。不過與薩摩藩的積極相對地是，琉球在三藩之亂中持觀望態度，尚貞王於翌年派遣正議大夫蔡國器（高良親方）出使清朝，探問清朝安否以及貢使消息。此次出使使康熙帝大為感動，深嘉琉球忠順之誠；從此之後，清廷給予琉球貢使種種優惠待遇。
清朝於1678年（康熙十七年）平定三藩之亂；同年，尚貞王派遣耳目官向嗣孝（前川親方朝年）、正議大夫王明佐（國場親雲上懷楚）出使清朝求封；1682年（康熙二十一年），康熙帝遣翰林院檢討汪楫、內閣中書舍人林麟焻為正副冊封使至琉球，冊封尚貞為王。蔡肇功（湖城親方）隨向嗣孝的使團同至福州學習曆法；歸國之後，印刷《大清時憲曆》頒行國中。
1689年，尚貞王設立管理士族家譜的御系圖座。他命令所有士族都必須編寫家譜。每家的家譜謄寫兩份，一份留在御系圖座存檔，一份由王府押御朱印後有各家族自己保存。翌年，頒賜群臣姓氏、名諱。1691年，下令將所有王族旁系子孫全部改姓「向」，名乘頭則統一改為「朝」字。
1692年，鄂羕宗（宮城筑登之親雲上元易）在薩摩藩學習了裱褙技術。1694年，泉崎村人廖澂（塩濱親雲上芝香）跟隨薩摩人弓次良學習了曬鹽技術，在長虹堤大量曬製食鹽，被封為親雲上，並賜「塩濱」名號；翌年琉球人關忠勇（大見武筑登之親雲上憑武）在金城郡大樋川邊的自宅裡開設造紙作坊，根據其在蘇州學習的製紙法，成功製造了第一批球紙。此後，經過一系列改進，球紙成為琉球重要貢品。
1697年，尚貞王命唐榮總理官蔡鐸（志多伯親方天將）將《中山世鑑》譯為漢語，取名《中山世譜》。翌年，薩摩藩藩主島津綱貴要看《中山世鑑》，尚貞王令人謄寫後送往薩摩藩。
1699年（康熙三十八年），尚貞王追尊先祖尚稷、尚懿、尚久為王，祀於圓覺寺。同年，在那霸創立足輕館以安置薩摩藩派來的武士；翌年，在那霸創建大和橫目館。同年禁止京錢（中國錢幣）流通，改用琉球鑄造的鳩目錢。
1709年，將上江戶使者的御使者（由王子擔任）改稱正使、附役者（由親方擔任）改稱副使。同年，首里城發生大火災，正殿、南殿、北殿全被燒毀；不久之後，琉球風暴屢起，旱災肆虐，最終導致了大饑荒，餓死了三千多人。饑荒使得琉球盜賊蜂起，社會動盪不安。也就是在這年，尚貞逝世。因世子尚純早卒，由世孫尚益繼位。

## 家族
- 父 尚質王
- 母 美里按司加那志 （童名眞松金，號栢窓）
- 妃 奧間按司加那志（童名思眞鶴金，號月心。父為佐久真殿內二世宜野灣親方正信章世勳。第六代聞得大君）
- 繼妃 真壁按司加那志（童名眞加戸樽金，號慈恩。父為方氏六世立津親方全敦）
- 妻 武富阿護母志良禮（童名恩戸金，號仙岳。父為馬氏三世牧港親雲上厚宗）
- 子女
  - 長子 尚純、中城王子（母為妃。尚益王之父）
  - 次子 尚經、豐見城王子朝良（母為妃。豐見城御殿元祖）
  - 三子 尚綱、小祿王子朝奇（母為慈恩。具志頭御殿元祖）
  - 四子 尚紀、美里王子朝禎（母為慈恩。大宜見御殿元祖）

- - 長女 松堂翁主（童名思武樽金，號花叢。母為慈恩。嘉味田殿內六世小津波按司朝恆向兆鳳[10]之妻）
  - 次女 思真鶴金翁主（號窈心。母為慈恩。享年10歲）
  - 三女 內間翁主（童名思眞世仁金，號月桂。母為慈恩。羽地御殿八世羽地按司朝維向得滕之妻）
  - 四女 識名翁主（童名思眞鍋樽金，號瑞嘉。母為慈恩。馬氏國頭御殿九世國頭按司正長之妻）
  - 五女 安室翁主（童名思眞松金，號坤德。母為慈恩。尚氏金武御殿六世金武王子朝祐之妻）

## 腳註
1. ↑  原名吳象賢（羽地按司重家）。此人又以向象賢（羽地按司朝秀）的名字而知名。
2. ↑  原姓吳，後改姓向。
3. ↑  原名陸承恩。

1. 1 2  《王代記[永久]》28頁
2. 1 2 3 4  《中山世譜·卷八·尚貞王》
3. 1 2  《漂流事件與清代中日關係》，67~69頁
4. ↑  《華夷變態·卷二》
5. ↑  《中國的海賊》，101~104頁。
6. 1 2 3  《球陽·卷之七》
7. 1 2  《球陽·卷之八·尚貞王》
8. 1 2 3 4  《球陽·附卷之二·尚貞王》
9. ↑  《球陽·卷之九·尚貞王》
10. ↑  《向姓家譜·嘉味田家·六世向兆鳳》 的存檔，存档日期2013-11-04.